# 普林斯·達哈爾
普林斯·達哈爾（羅馬化：Prince Dahal，2004年6月19日—），尼泊爾男子羽毛球運動員，是首位代表尼泊爾出戰奧運羽球比賽的運動員。

## 選手生涯
普林斯·達哈爾的父親是運動愛好者，並受其影響接觸羽毛球。2013年，其父母帶他前往加德满都谷地就讀尼泊爾警察學校，讓他能夠接受更好的教育及羽毛球訓練。達哈爾曾在男子單打青少年排名居於前十數周，並短暫於2022年1月攀升至第一。
2019年，達哈爾在9月底的尼泊爾國際系列賽晉級男單準決賽，12月在第十三屆南亞運動會羽球比賽贏得男子團體及雙打銅牌。
2024年5月，達哈爾獲得巴黎奧運參賽資格，是首位代表尼泊爾出戰奧運的羽球選手；他在男子單打比賽小組賽中與上屆金牌得主，丹麥的安賽龍、愛爾蘭的阮日及以色列的米沙·西爾伯曼分至同組，最終三戰全敗未能晉級。12月，在尼泊爾國際挑戰賽晉級混合雙打準決賽。

## 主要比賽成績
只列出曾進入準決賽的國際賽事成績：
| 年份   | 賽事                   | 公開賽級別 | 項目     | 搭檔              | 成績   |
| ------ | ---------------------- | ---------- | -------- | ----------------- | ------ |
| 2019年 | 尼泊爾羽毛球國際系列賽 | 國際系列賽 | 男子單打 | －                | 準決賽 |
| 2019年 | 南亞運動會羽毛球比賽   | 其他       | 男子團體 | －                | 銅牌   |
| 2019年 | 南亞運動會羽毛球比賽   | 其他       | 男子雙打 | Prafulla Maharjan | 銅牌   |
| 2024年 | 尼泊爾羽毛球國際挑戰賽 | 國際挑戰賽 | 混合雙打 | Rasila Maharjan   | 準決賽 |

| 2018-2026年 | 總決賽 | 超級1000賽 | 超級750賽 | 超級500賽 | 超級300賽 | 超級100賽 | 國際挑戰賽 | 國際系列賽 | 未來系列賽 | 其他 |

### 奧運會和世錦賽參賽紀錄
|          | 2024       |
| -------- | ---------- |
| 男子單打 | 小組第四名 |

## 外部連結
- 普林斯·達哈爾在BWFBadminton.com（英语）
- 普林斯·達哈爾在BWF.TournamentSoftware.com（英语）
- 普林斯·達哈爾在Olympics.com（英语）
- 普林斯·達哈爾在Flashscore（英语）